# Lijst van voetbalinterlands Centraal-Afrikaanse Republiek - Kameroen
Deze lijst van voetbalinterlands is een overzicht van alle officiële voetbalwedstrijden tussen de nationale teams van de Centraal-Afrikaanse Republiek en Kameroen. De landen speelden tot op heden vijf keer tegen elkaar. De eerste ontmoeting was een wedstrijd op 17 december 1990 tijdens de Centraal-Afrikaanse Spelen 1976 in Libreville (Gabon). Het laatste duel een kwalificatiewedstrijd voor het African Championship of Nations 2024, werd gespeeld in Bafoussam op 28 december 1924.

## Wedstrijden
| № | Plaats      | Datum            | Competitie                                        | Wedstrijd                     | Uitslag |
| - | ----------- | ---------------- | ------------------------------------------------- | ----------------------------- | ------- |
| 1 | Libreville  | 12 juli 1976     | Centraal-Afrikaanse Spelen 1976                   | Centr.-Afrik. Rep. – Kameroen | 0 – 3   |
| 2 | Brazzaville | 17 december 1984 | Vriendschappelijk                                 | Kameroen − Centr.-Afrik. Rep. | 7 − 1   |
| 3 | Bangui      | 12 december 1989 | Vriendschappelijk                                 | Centr.-Afrik. Rep. − Kameroen | 1 − 2   |
| 4 | Abidjan     | 22 december 2024 | African Championship of Nations 2024 kwalificatie | Centr.-Afrik. Rep. − Kameroen | 0 − 1   |
| 5 | Bafoussam   | 28 december 2024 | African Championship of Nations 2024 kwalificatie | Kameroen − Centr.-Afrik. Rep. | 1 − 2   |

## Samenvatting
| Competitie                                   | Totaal gespeeld | Winst Centr.-Afrik. Rep. | Gelijk | Winst Kameroen | Doelsaldo Centr.-Afrik. Rep. – Kameroen |
| -------------------------------------------- | --------------- | ------------------------ | ------ | -------------- | --------------------------------------- |
| African Championship of Nations-kwalificatie | 2               | 1                        | 0      | 1              | 2 − 2                                   |
| Centraal-Afrikaanse Spelen                   | 1               | 0                        | 0      | 1              | 0 − 3                                   |
| Vriendschappelijk                            | 2               | 0                        | 0      | 2              | 2 − 9                                   |
| Totaal                                       | 5               | 1                        | 0      | 4              | 4 − 14                                  |

Wedstrijden bepaald door strafschoppen worden, in lijn met de FIFA, als een gelijkspel gerekend.